# ドイツ週間ニュース

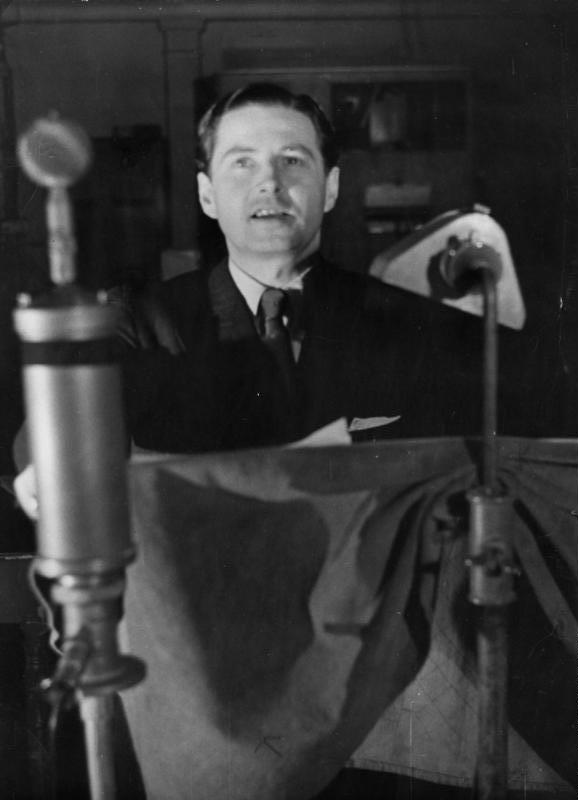
「ドイツ週間ニュース」の原稿を読むアナウンサーのハリー・ギーゼ（1941年）

『ドイツ週間ニュース』（ドイツしゅうかんニュース、ドイツ語: Die Deutsche Wochenschau）は、第二次世界大戦中の1940年から1945年まで上映されたナチス・ドイツのニュース映画である。ナチス・ドイツのプロパガンダを目的としていた。

## 概説
ドイツ週間ニュースはそれまで4つあったニュース映画を1つに統合したもので、ウニヴェルズム映画株式会社の100%子会社であるドイツ・週間ニュース株式会社によって製作されていた。
1938年からは、ドイツでは映画本編上映の前にニュース映画を上映することが義務付けられており、ドイツ週間ニュースも例外ではなかった。
ドイツ週間ニュースは1940年の511号から1945年3月22日の755号まで続いた。
最終号ではアドルフ・ヒトラーがヒトラー・ユーゲントの少年たちに鉄十字勲章を授与する様子が映し出された。

## 参考資料
1. ↑  ドイツ週間ニュース - インターネット・アーカイブ。当該シークエンスは開始約2分。